# Digestive
Il digestive è un tipo di biscotto semidolce originario del Regno Unito, che fu ideato nel 1839 da due medici scozzesi. Il nome (inglese per "digestivo") deriva dalla convinzione dell'epoca secondo cui il bicarbonato di sodio usato nell'impasto conferisse al biscotto proprietà antiacide e che dunque facilitasse la digestione. Storicamente, alcuni produttori usavano malto diastasico per eliminare parte dell'amido della farina prima della cottura.
Dolce preminente nella cultura britannica, il digestive è uno dei più diffusi biscotti da tè del Regno Unito.

## Storia

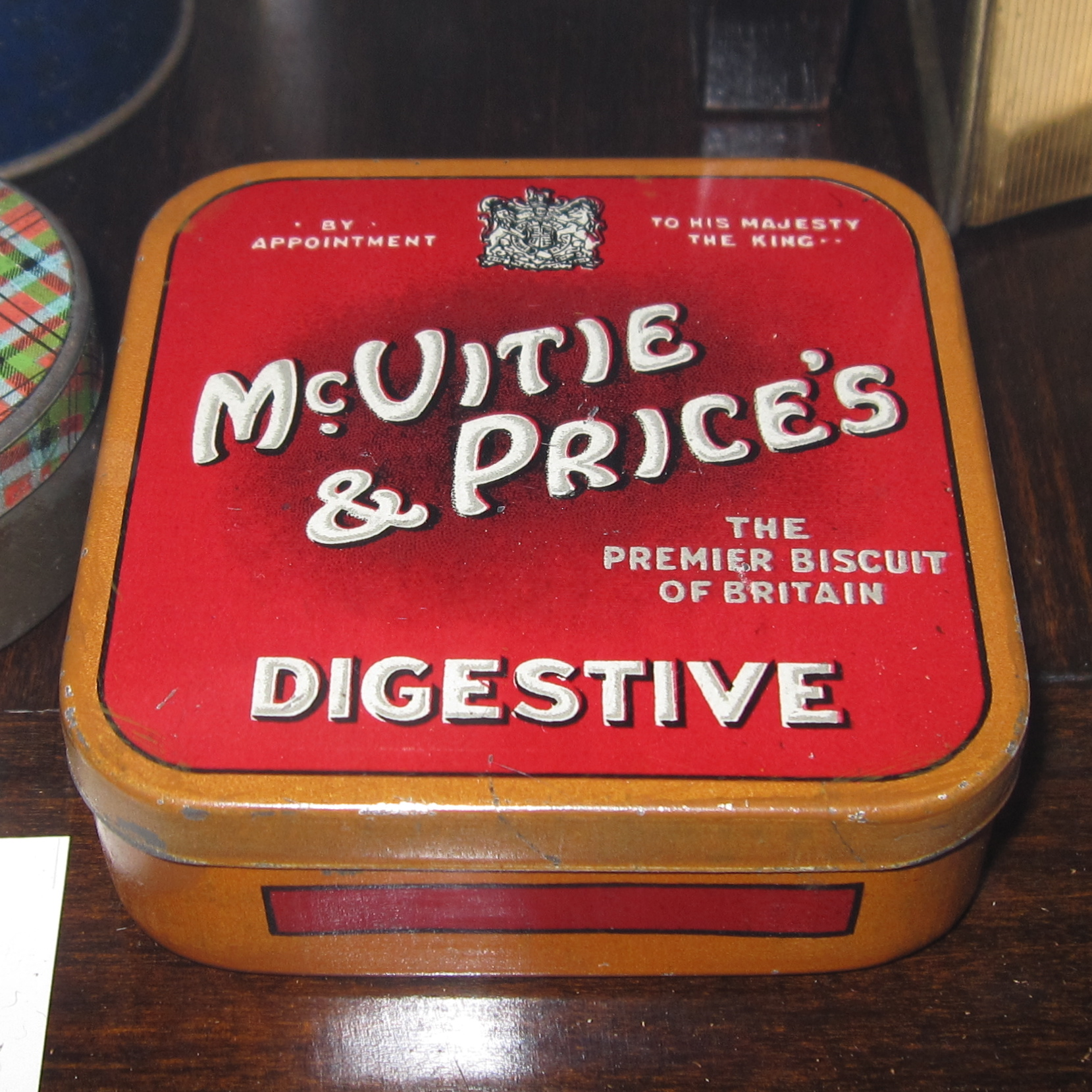
Scatola di digestive

Il digestive fu ideato nel 1839 da due dottori scozzesi, con l'intento iniziale di creare un biscotto che facilitasse la digestione. Nel 1876 comparvero nella pubblicità della casa dolciaria Berkshire Huntley & Palmers e la ricetta fu inserita nel New Universal Cookery Book, pubblicato da Cassell & Co. nel 1894.
Nel 1851, una pubblicità su The Lancet London riguardava biscotti digestivi a base di brown meal, una miscela composta dal 15% di crusca e dall'85% dell'endosperma che all'epoca rimaneva come residuo della macinazione, per circa il 20% in peso del cereale, dopo che la crusca più grezza era stata rimossa e dopo che la maggior parte dell'endosperma era separato sotto forma di farina bianca. All'epoca, la crusca e l'endosperma erano le uniche componenti note del seme dei cereali. Intorno al 1912 si scoprì che il germe del cereale rimaneva nel brown meal, conferendogli la caratteristica dolcezza.
Nel 1889 lo scozzese John Montgomerie depositò una richiesta di brevetto negli Stati Uniti, approvata nel 1890, per la produzione di malted bread, in cui era descritto il procedimento per la produzione di biscotti "digestive". La domanda dichiarava che un brevetto precedente era stato ottenuto in Inghilterra nel 1886. Montgomerie sosteneva che l'idrolisi dei polisaccaridi rendesse il prodotto adatto a persone con problemi di digestione.

## Consumo
I digestive sono consumati di solito accompagnati a caffè o tè, ma anche come biscotti da inzuppo, anche se tendono a sciogliersi e disgregarsi rapidamente quando immersi in un liquido. Sono usati anche come cracker e consumati con formaggio, e vengono usati anche per preparare la base di cheesecake e dessert analoghi.

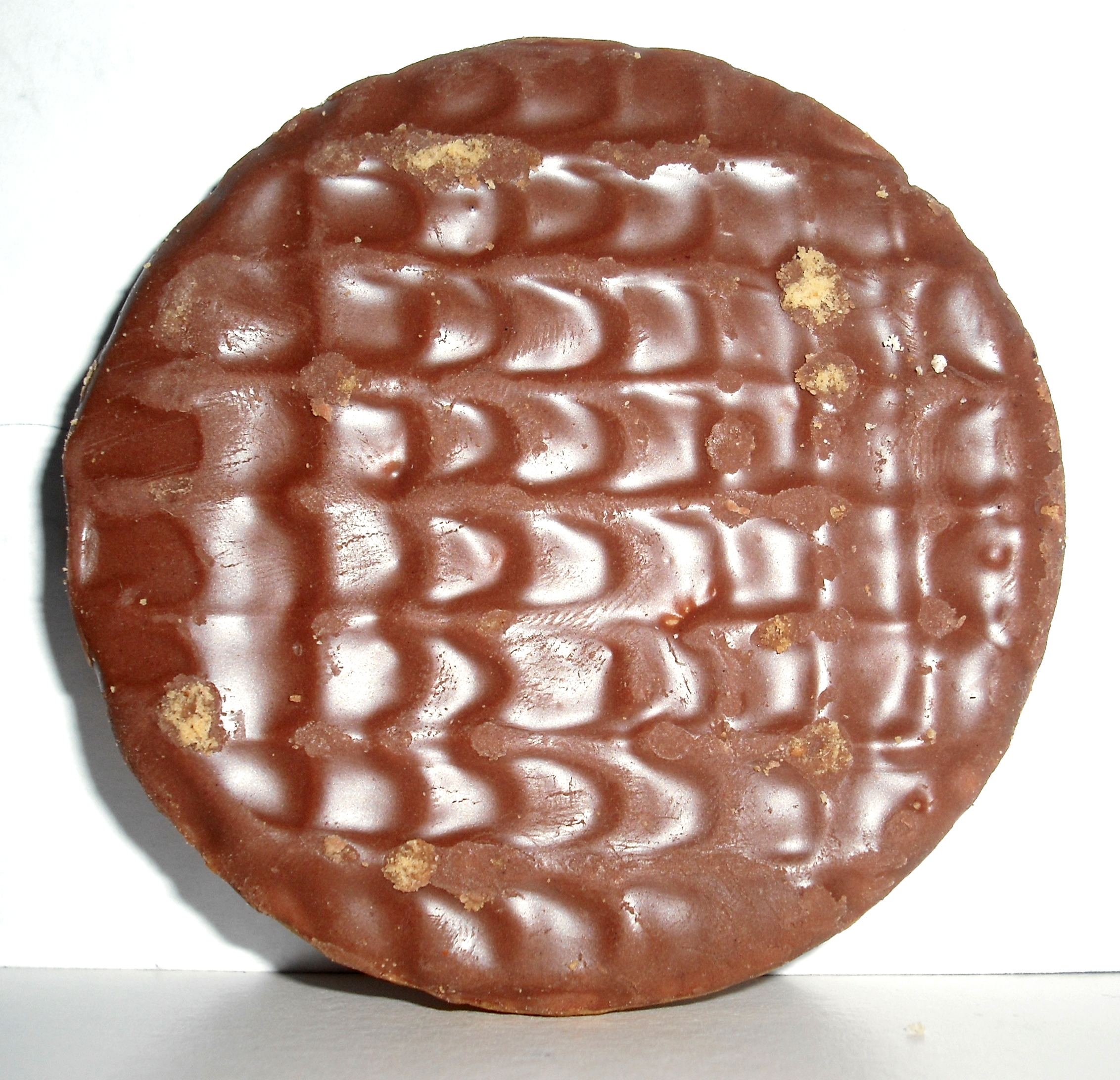
Un digestive con cioccolato al latte

Alcune varianti sono commercializzate con un lato ricoperto di cioccolato al latte, fondente, oppure bianco, introdotti nel Regno Unito da McVitie's nel 1925. Altre varianti contengono scaglie di cioccolato nell'impasto, oppure hanno una copertura di caramello, cioccolato alla menta o all'arancia.
Negli Stati Uniti sono più difficili da reperire, e nel paese sono più popolari altri tipi di biscotti dalle caratteristiche simili, come i cracker Graham. Nel paese i digestive non sono prodotti con tale nome (in quanto non si tratta effettivamente di un prodotto digestivo), ma la versione britannica può essere acquistata in alcuni supermercati, tra i cibi d'importazione, oppure per posta o via Internet.